# Mas del Caselles
El mas del Caselles és un mas que es troba a la partida del Burgaret, entre la carretera del Morell i la de Constantí, més amunt del mas del Ganset, i s'hi accedeix tant pel camí del mas de Bofill com pel Camí Vell de Constantí. Una part de les terres del mas són al terme municipal de Constantí. Abans se'n deis mas del Solei i també mas del Barceló.

## Descripció
El mas té una planta quadrada i dos pisos, amb balcons simètricament ordenats al pis superior i una teulada de quatre vessants que té un ràfec al seu perímetre. S'hi afegeix un edifici allargat de forma rectangular de dues plantes, destinat als masovers i a magatzems.

## Història
L'arquitecte reusenc Pere Caselles, amant de l'agricultura, va adquirir una finca vora la carretera del Morell o de Sant Ramon, on ja hi havia dos masos molt propers, el mas del Caselles vell (avui en molt mal estat) i el que es coneix com a mas del Caselles, una construcció probablement de finals del segle xviii, que l'arquitecte va refer al seu gust, sense luxes ni ostentacions, on hi anava a passar els caps de setmana i els estius amb la família, i on s'escapava amb una tartana quan en tenia ocasió. Més endavant va comprar la finca que hi havia a l'altra banda del barranc del mas del Sol o barranc de les Alzines, i va construir un petit pont per a unir-les, del que avui només en queden restes dels seus estreps fets de maó vist. Segons expliquen els seus néts, que van passar la seva infantesa en part al mas, a l’interior hi havia diverses pintures del Tomàs Bergadà, que representaven alguns masos dels voltants de Reus.
En aquest mas, quan tenia 72 anys i ja estava jubilat, un piquet antifeixista, el 27 de juliol de 1936 el va anar a buscar i el va assassinar al mateix barranc.